# Budynek Kasy Zaliczkowej w Kolbuszowej
Budynek Kasy Zaliczkowej w Kolbuszowej – murowany budynek w Kolbuszowej przy ulicy Kościuszki 22.
Obiekt powstał w 1902 lub 1906 roku jako budynek administracyjny Towarzystwa Zaliczkowego „Szczęść Boże”. W 1991 roku przeszedł remont i został rozbudowany. 
22 listopada 1993 roku został wpisany do rejestru zabytków nieruchomych. Widnieje również w ewidencji zabytków gminy Kolbuszowa.
W 2021 roku w budynku znajdował się bank spółdzielczy zrzeszony w Grupie BPS.